# 1987년
1987년은 목요일로 시작하는 평년이다.

## 사건
- 1월 14일 - 서울대생 박종철이 남영동 대공분실에서 고문 도중 사망했다.
- 3월 7일 - 중화민국 례위향에서 베트남 보트피플 학살 사건이 발생했다.
- 3월 22일 - 부산 형제복지원 사건이 발생했다.
- 4월 13일 - 전두환 대통령이 현행 헌법에 따라 후임 대통령을 선출한다는 특별성명(4·13 호헌 조치)을 발표하였다.
- 4월 24일 - 용팔이일당이 통일민주당 창당 방해사건을 일으켰다.
- 5월 3일 - 일본의 우익단체 적보대(赤報隊), 효고현 니시노미야시에 있는 아사히 신문 한신 지국에 난입하여 기자와 직원을 살해한 사건이 발생했다.
- 5월 17일 - 미해군 프리깃함 스타크호 피격 사건이 발생하였다.
- 6월 9일 - 시위 도중 경찰이 쏜 최루탄에 이한열 열사가 두개골이 손상되면서 쓰러졌다. (이한열 열사 최루탄 피격 사건).
- 6월 10일 - 대한민국 서울에서 6월 민주 항쟁이 일어났다.
- 6월 12일 - 미국 대통령 로널드 레이건이 브란덴부르크 문에서 이 장벽을 허무시오 (Tear down this wall!) 연설을 하다.
- 6월 29일 - 노태우 당시 여당 당대표가 6.29 선언 발표를 하다(대한민국의 민주화).
- 7월 5일 - 최루탄을 맞았던 이한열  열사가 끝내 숨을 거두었다.
- 7월 11일 - 세계 인구가 50억 명을 돌파하였다.
- 7월 15일 - 대한민국에 태풍 셀마가 상륙하다.
- 7월 15일 - 중화민국 정부에서 메이리다오 사건을 바탕으로 타이완 성 계엄령해제 이후복수정당제를 도입하다.
- 8월 1일 - 메카에서 이란과 사우디 순례자간 충돌로 402명이 사망하다.
- 8월 5일 - 노태우, 민주정의당 총재에 취임하다.
- 8월 11일 - 앨런 그린스펀이 미국 연방준비제도이사회의 의장이 되다.
- 8월 19일 - 대한민국, 전국 95개 대학교 학생들, 충남대학교에서 전국대학생대표자회의(전대협) 결성하다.
- 8월 28일 - 필리핀에서 코라손 아키노 대통령에 대한 쿠데타가 발생해 55명이 사망하다.
- 8월 29일 - 오대양 용인 공장서 박순자 사장 등 32명이 집단 자살한 변사체로 발견되다.
- 8월 31일 - 대한민국, 민주정의당 통일민주당 8인 정치회담이 이루어져 직선제 개헌안 협상을 타결하다.
- 9월 7일 - 구 동독 사회주의통일당 서기장 에리히 호네커가 동·서독 분단 이후 처음으로 서독을 방문하다.
- 9월 13일 - 브라질 고이아니아에서 방사능 유출 사고가 일어나 최소 249명이 방사능에 피폭되고 4명이 사망했다. 방사능 유출 물질은 세슘-137였다.
- 9월 20일 - 제9차 세계언론인대회 서울특별시에서 개막(~25일).
- 9월 29일 - 통일민주당 김영삼 총재와 김대중 고문, 대통령 선거 후보 단일화 회담 결렬되다.
- 10월 5일 - 아파르트헤이트: 남아프리카 공화국에서 로벤섬에서 24년을 복역한 고반 므베키가 석방되었다. 그는 소수 백인 남아공 정권에 저항했다는 죄목으로 복역했다.
- 10월 12일 - 대한민국 국회가 대통령 직선제 개헌안을 가결시키다.
- 10월 27일 - 헌법 개정 국민투표가 실시되었다.
- 10월 29일 - 대한민국 헌법 제10호(제9 차 개정 헌법)가 공포되었다.(1988년 2월 25일부터 시행)
- 11월 6일 - 일본의 다케시타 노보루 총리 선출되어 내각이 성립되다.
- 11월 29일 - 대한항공 858편 폭파 사건으로 탑승객 115명 전원 사망하다.
- 12월 16일 - 대한민국 제13대 대통령 선거가 실시되었으며, 그 결과 노태우 후보가 대통령으로 당선되었다.

## 문화
- 대한민국 국민학교(현 초등학교) 교과목 중 기존의 1~2학년 우리들은 1학년, 바른생활, 슬기로운 생활, 즐거운 생활이 통합되었다.
- 대한민국 연극제가 서울연극제로 개칭, 개편되었다.
- 1월 10일 - MBC TV 주말드라마 사랑과 야망 방송 시작.
- 2월 28일 - TV아사히 슈퍼전대 시리즈의 11번째 시리즈 광전대 마스크맨 방송 시작
- 3월 1일 - 미국 뉴욕의 살로몬 스미스 월드 트레이드 센터(제7세계 무역 센터)가 완공되어, 개장하였다. 이리하여, 세계 무역 센터의 전 건물이 영업을 하게 되었다.
- 3월 2일 - 87 봄개편에 따라 KBS 1TV의 채널에서 가정저널 및 KBS 2TV의 채널은 생방송 전국은 지금까지 방영을 했다.
- 3월 5일 - 기아산업(현 기아자동차)에서 프라이드가 출시되었다.
- 4월 1일 - 일본국철(일본국유철도)이 JR로 민영화와 동시에 지역 로컬 단위로 분사화.
- 4월 8일 - 윤이상의 《균형을 위하여》가 초연.
- 4월 19일 - 심슨 가족의 파일럿 에피소드가 미국에서 첫 방영되었다.
- 4월 20일 - 맥용 마이크로소프트 파워포인트가 출시되었다.
- 5월 1일 - 서울 지하철 3호선 중앙청역을 경복궁역으로 역명이 변경되었다.
- 5월 16일 - 해태 타이거즈 선동열과 롯데 자이언츠 최동원의 명경기가 있었다. 2011년에 이 경기를 각색한 영화 퍼펙트 게임이 개봉되었다.
- 7월 - 대한민국, 무연 휘발유 공급.
  - 대한민국 문교부, 5차 교육과정에 개정.
  - 동차형 새마을호 운행개시
- 8월 15일 - 대한민국, 충청남도 천원군에서 독립기념관이 개관되었다.
- 8월 18일 - 대한민국 공연윤리위원회, 〈동백아가씨〉,〈고래사냥〉 등 금지가요 186곡 해금.
- 8월 26일 - 대한민국 제일제당(현 CJ헬스케어), B형 만성간염 치료제 국내 최초로 개발.
- 9월 5일 - 대한민국 방송심의위원회, 방송 금지 가요 500곡 해제.
- 9월 9일 - 배우 강수연, 《씨받이》로 44회 베니스영화제 여우주연상 수상.
- 9월 24일 - 체외수정으로 임신된 다섯 쌍둥이, 서울대병원서 출생했다.
- 9월 28일 - 세이칸 터널이 첫시험 운전 열차가 달렷다.
- 9월 29일 - 대한민국 국내전화 1천만회선 돌파.
- 10월 5일 - 기아산업(현 기아자동차)에서 콩코드가 출시되었다.
- 10월 13일 - 코스타리카의 오스카르 산체스 대통령, 노벨평화상 수상자로 선정됨.
- 10월 17일 - KBS 1,2TV / MBC TV가 토요일 낮방송을 개시하고 이날을 기해 주말 종일방송체제에 들어감.
- 10월 25일 - KBO 리그 KBO 한국시리즈 4차전에서 해태 타이거즈가 삼성 라이온즈를 9대 2로 꺾고 시리즈 전적 4승으로 통산 3번째 우승을 달성하였다. 1986년 한국시리즈에 이은 2연패이다.
- 11월 16일 - 대한민국의 전라남도 서남부 지역의 문화방송 목포MBC TV방송 개국.
- 11월 17일 - 대한민국의 충청북도 북부 지역의 문화방송 충주MBC TV 연주소 개국.
- 11월 20일 - 대한민국의 경상남도 서부 지역의 문화방송 진주MBC 텔레비전 방송국 개국.
- 11월 21일 - 대한민국의 전라남도 동부 지역의 문화방송 여수MBC TV 연주소 개국, 지역 TV-Local 방송을 시작.
- 11월 23일 - 대한민국의 경상북도 북부 지역의 문화방송 안동MBC TV 연주소 개국.
- 11월 24일 - 대한민국의 경상북도 동해안 지역의 문화방송 포항MBC TV 연주소 개국.
- 11월 26일 - 대한민국의 강원도 영서 남부 지역의 문화방송 원주MBC TV 연주소 개국.
- 11월 27일 - 대한민국의 강원도 영동 남부 지역의 문화방송 삼척MBC TV 연주소 개국.
- 12월 3일 - 대한민국의 서울특별시와 충청북도 청주시를 연결하는 중부고속도로가 약 3년간의 공사를 끝에 개통되었다.
- 12월 9일 - 윈도우 2.0이 출시되었다.
- 12월 15일 - 대한민국의 MBC 표준FM 개국. (주파수 95.9MHz, 10㎾)
- 12월 17일 - 록맨게임이 출시되었다.
- 12월 22일 - 대한민국에서 1988학년도 학력고사 실시.
- 12월 27일 - MBC TV 주말드라마 사랑과 야망 종영.

## 탄생

### 1월
- 1월 1일
  - 대한민국의 희극인 임종혁.
  - 대한민국의 배우 최상.
  - 대한민국의 배우 한소영.
  - 대한민국의 배우 김무영.
  - 대한민국의 가수 김준수.
  - 대한민국의 야구 선수 박헌도.
  - 대한민국의 배우 최정.
- 1월 2일 - 대한민국의 발레 무용수 최선아.
- 1월 3일
  - 대한민국의 야구 선수 모상기.
  - 대한민국의 배우 김옥빈.
- 1월 4일
  - 잉글랜드의 축구 선수 대니 심슨.
  - 멕시코의 축구 선수 모니카 오캄포.
  - 대한민국의 축구 선수 윤준하 (강원 FC).
  - 대한민국의 아이스하키선수 조민호. (~2022년)
- 1월 5일
  - 대한민국의 야구 선수 김명제.
  - 대한민국의 가수 송민경 (더 씨야).
  - 대한민국의 연극배우, 영화배우 류지훈.
- 1월 6일 - 대한민국의 배우 신민수.
- 1월 7일 - 대한민국의 모델 송해나
- 1월 8일
  - 대한민국의 배우 정재원.
  - 대한민국의 축구 선수 이종현.
  - 태국의 왕족 시리완나와리 나리랏.
  - 일본의 성우 고토 사오리.
  - 잉글랜드의 배우 프레디 스트로마.
  - 영국의 배우, 싱어송라이터 신시아 에리보.
- 1월 9일
  - 일본의 배우 이노우에 마오.
  - 브라질의 축구 선수 루카스 레이바.
- 1월 10일 - 사우디아라비아의 축구 선수 모하메드 알살라위.
- 1월 11일
  - 대한민국의 모델, 배우 김영광.
  - 잉글랜드이 축구 선수 제이미 바디.
- 1월 12일
  - 대한민국의 가수 선데이 (천상지희 더 그레이스).
  - 대한민국의 가수, 작곡가 심재현.
  - 이탈리아의 축구 선수 살바토레 시리구.
  - 대한민국의 전 축구 선수 정경호.
  - 대한민국의 성악가 김현수.
  - 미국의 영화배우 나야 리베라. (~2020년)
- 1월 13일
  - 대한민국의 가수 겸 배우 이승기.
  - 미국의 아이스하키 선수 잭 존슨.
- 1월 14일
  - 대한민국의 축구 선수 윤준하 (강원 FC).
  - 일본의 배우 하시모토 아츠시.
  - 대한민국의 가수 김보아 (스피카).
  - 대한민국의 아나운서 강려원.
  - 대한민국의 전직 스타크래프트 프로게이머 한동훈.
- 1월 15일
  - 대한민국의 축구 선수 심영성 (제주 유나이티드).
  - 대한민국의 배우 곽시양.
  - 미국의 배우, 모델 켈리 켈리.
  - 미국의 배우 마이클 시터.
- 1월 16일
  - 대한민국의 축구 선수 박주호.
  - 대한민국의 래퍼 매슬로.
- 1월 17일
  - 대한민국의 테니스 선수 조민혁.
  - 대한민국의 그룹 아이리스의 전 멤버 이은미. (~2011년)
  - 타이완의 야구 선수 양다이강.
- 1월 18일
  - 스위스의 축구 선수 요한 주루.
  - 대한민국의 전 배우 윤세인.
  - 대한민국의 전직 프로게이머 김성기.
  - 대한민국의 군인, 기업인 에이전트 H.
  - 대한민국의 배우 임성재.
- 1월 19일
  - 대한민국의 가수 문현아.
  - 대한민국의 가수, 배우, MC 이현지.
  - 대한민국의 야구 선수 홍명찬.
  - 대한민국의 레이싱 모델 선지효. (~ 2015년)
  - 일본의 성우 카네코 유키.
- 1월 20일
  - 대한민국의 배우 이나리.
  - 미국의 배우 에번 피터스.
- 1월 21일 - 미국의 야구 선수 브랜든 크로포드.
- 1월 22일 - 대한민국의 아나운서 배지현.
- 1월 23일
  - 사우디아라비아의 축구 선수 압둘라 알마유프.
  - 불가리아의 가수, 배우 안드레아.
- 1월 24일
  - 우루과이의 축구 선수 루이스 알베르토 수아레스.
  - 일본의 라이트 노벨 작가 와타리 와타루.
- 1월 25일
  - 러시아의 테니스 선수 마리아 키릴렌코.
  - 프랑스의 배우 하프시아 헤르지.
- 1월 26일 - 이탈리아의 축구 선수 세바스티안 조빈코.
- 1월 27일 -
  - 대한민국의 아나운서 김선신.
  - 대한민국의 가수 마이진.
- 1월 28일
  - 대한민국의 가수 이슬.
  - 대한민국의 기타연주가 이인규.
- 1월 29일
  - 대한민국의 배우 권소현.
  - 미국의 야구 선수 호세 아브레유.
- 1월 30일 - 튀르키예의 축구 선수 아르다 투란.
- 1월 31일
  - 대한민국의 가수 강유은.
  - 대한민국의 가수 황인선.
  - 대한민국의 전 배구 선수 이지혜.
  - 알제리의 축구 선수 압델무멘 자부.

### 2월
- 2월 1일
  - 이탈리아의 축구 선수 주세페 로시.
  - 미국의 종합격투기 선수 론다 라우시.
  - 일본의 성우 이자와 시오리.
- 2월 2일
  - 중국의 가수 겸 배우 빅토리아 (F(x)).
  - 스페인의 축구 선수 제라르드 피케.
- 2월 3일
  - 대한민국의 배우 정아율. (~2012년)
  - 대한민국의 화가 김선웅.
- 2월 4일 - 대한민국의 영화배우 윤하.
- 2월 5일
  - 대한민국의 축구 선수 양동원 (수원 삼성 블루윙즈).
  - 대한민국의 전 스타크래프트 프로게이머 변형태.
  - 대한민국의 뮤지컬 배우 정민경.
  - 대한민국의 레이싱 모델 송지나.
- 2월 6일
  - 일본의 배우 이치하라 하야토.
  - 스웨덴의 축구 선수 리사 달크비스트.
  - 대한민국의 전 리그 오브 레전드 프로게이머 카인.
- 2월 7일
  - 일본의 방송인 아키바 리에.
  - 스웨덴의 축구 선수 구스타브 스벤손.
  - 대한민국의 축구 선수 박지영.
- 2월 8일
  - 대한민국의 축구 선수 최철순 (전북 현대 모터스).
  - 대한민국의 야구 선수 구본범.
  - 이탈리아의 피겨 스케이팅 선수 카롤리나 코스트너.
  - 대한민국의 희극인 김해준.
- 2월 9일
  - 대한민국의 래퍼 이센스 (슈프림 팀).
  - 미국의 배우 마이클 B. 조던.
  - 일본의 그라비아 아이돌 출신의 배우 토다 레이.
- 2월 10일
  - 대한민국의 레이싱 모델 전예희.
  - 중국의 피아니스트 유자 왕.
  - 대한민국의 수학강사 현우진.
  - 대한민국의 전직 스타크래프트 프로게이머 김재춘.
  - 일본의 배우 이시다 타쿠야.
- 2월 11일
  - 대한민국의 레이싱 모델 황리아.
  - 스페인의 축구 선수 호세 카예혼.
  - 이탈리아의 축구 선수 루카 안토넬리.
- 2월 12일
  - 대한민국의 배우 한보름.
  - 일본의 성우 타노 아사미.
- 2월 13일 - 대한민국의 가수, 음악가 강아솔.
- 2월 14일
  - 우루과이의 축구 선수 에딘손 카바니.
  - 일본의 성우 타카모리 나츠미.
- 2월 15일 - 일본의 성우 아사쿠라 아즈미.
- 2월 16일
  - 대한민국의 가수 스무살.
  - 일본의 배우 카시이 유우.
- 2월 17일
  - 대한민국의 가수 이보람 (씨야).
  - 대한민국의 레이싱 모델 천세라.
  - 대한민국의 야구 선수 황선일.
- 2월 18일
  - 대한민국의 스케이트 선수 성시백.
  - 대한민국의 아나운서 신아영.
- 2월 19일 - 대한민국의 배우 허이재.
- 2월 20일
  - 미국의 배우 마일스 텔러.
  - 대한민국의 배우 김수아.
- 2월 21일
  - 캐나다의 배우 엘리엇 페이지.
  - 대한민국의 전직 스타크래프트 프로게이머 전상욱.
- 2월 22일
  - 대한민국의 씨름 선수 이슬기.
  - 대한민국의 배우 한효주.
  - 아르헨티나의 축구 선수 세르히오 로메로.
- 2월 23일 - 대한민국의 기자 겸 아나운서 오현주.
- 2월 24일 - 대한민국의 가수, 뮤지컬 배우 김규종 (SS501).
- 2월 25일 - 대한민국의 희극인 박형민.
- 2월 26일
  - 대한민국의 희극인 김수영.
  - 대한민국의 컬링 선수 김민찬.
  - 일본의 배우 히라마키 진.
- 2월 27일
  - 대한민국의 배구 선수 강영준.
  - 이탈리아의 축구 선수 루카 테데스키.
- 2월 28일
  - 대한민국의 야구 선수 최정 (SSG 랜더스).
  - 대한민국의 레이싱 모델 황가히.
  - 이탈리아의 축구 선수 안토니오 칸드레바.
  - 대한민국의 레이싱 모델 김지민.

### 3월
- 3월 1일
  - 미국의 가수 케샤.
  - 대한민국의 가수 김그림.
  - 대한민국의 야구 선수 김동길.
  - 캐나다의 프로레슬링 선수 카일 오라일리.
- 3월 2일 - 대한밍국의 뮤지컬 배우 백형훈.
- 3월 3일
  - 대한민국의 농구 선수 이정현.
  - 대한민국의 축구 선수 박상진.
- 3월 4일
  - 대한민국의 성우 원에스더.
  - 대한민국의 가수 이시현.
- 3월 5일
  - 대한민국의 골프 선수 윤채영.
  - 브라질의 가수, 배우, 사회자, 모델 루아 블랑쿠.
- 3월 6일
  - 가나의 축구 선수 케빈프린스 보아텡.
  - 잉글랜드의 배우 해나 테일러고든.
- 3월 7일
  - 프랑스의 축구 선수 벤 아르파.
  - 대한민국의 작가 정진호.
- 3월 8일 - 중화인민공화국의 기업인 류웨이.
- 3월 9일
  - 대한민국의 야구 선수 이창호.
  - 대한민국의 야구 선수 김성현.
- 3월 10일
  - 대한민국의 배우 김주현.
  - 대한민국의 야구 선수 민병헌.
  - 대한민국의 피트니스 모델 레이 양.
  - 독일의 피아노 연주자 이고어 레비트.
  - 중국의 배우 류스스.
- 3월 11일
  - 미국의 래퍼 오케이션.
  - 일본의 라이트노벨 작가 나가츠키 탓페이.
  - 대한민국의 가수 김태현.
- 3월 12일 - 일본의 가수 토사카 히로오미.
- 3월 13일
  - 대한민국의 래퍼 이코 (JJCC).
  - 대한민국의 바둑 기사 이호승.
  - 독일의 전 축구 선수 안드레아스 베크.
- 3월 14일
  - 대한민국의 성우 서반석.
  - 대한민국의 정치인, 공무원 김승현.
- 3월 15일 - 대한민국의 배우 윤지유.
- 3월 16일
  - 대한민국의 야구 선수 손용석.
  - 러시아의 프리스타일 스키 선수 알렉산드르 스미실랴예프.
- 3월 17일
  - 대한민국의 희극인 신보라.
  - 대한민국의 종합격투기 선수 정찬성.
  - 대한민국의 배우 이애정. (~2007년)
  - 미국의 아이스하키 선수 보비 라이언.
- 3월 18일
  - 대한민국의 기상 캐스터 이세라.
  - 대한민국의 축구 선수 신광훈 (강원 FC).
  - 아르헨티나의 축구 선수 마우로 사라테.
  - 대한민국의 야구 선수 신창호.
  - 아르헨티나의 축구 선수 가브리엘 메르카도.
- 3월 19일
  - 대한민국의 가수, 배우 주연.
  - 미국의 전 프로레슬링 선수 AJ 리.
- 3월 20일
  - 대한민국의 미스코리아 이세미나.
  - 브라질의 축구 선수 조.
- 3월 21일
  - 대한민국의 골프 선수 이가나.
  - 대한민국의 KBS 강병수 (기자)
- 3월 22일 - 대한민국의 가수 김경호.
- 3월 23일
  - 대한민국의 아나운서 성유미.
  - 인도의 배우 캉가나 라나우트.
  - 대한민국의 가수 강남.
  - 대한민국의 전직 스타크래프트 프로게이머 김정환.
- 3월 24일
  - 대한민국의 배우 박정민.
  - 대한민국의 래퍼 넉살.
  - 대한민국의 싱어송라이터 나희경.
  - 슬로베니아의 카누 선수 베냐민 사우셰크.
  - 브라질의 축구 선수 하미리스.
  - 일본의 배우 아사미 유마.
- 3월 25일
  - 대한민국의 야구 선수 류현진(토론토 블루제이스).
  - 대한민국의 배우 강기둥.
  - 일본의 피겨 스케이팅 선수 오다 노부나리.
- 3월 26일
  - 대한민국의 배우 윤이나.
  - 대한민국의 배우 한지우.
  - 대한민국의 야구 선수 정범모.
  - 대한민국의 축구 선수 박재완. (~2016년)
  - 대한민국의 배우 장다경.
  - 일본의 가수, 싱어송라이터 YUI.
  - 대한민국의 아이스하키 선수 마이클 스위프트.
  - 노르웨이의 가수 투지.
- 3월 27일
  - 대한민국의 전 축구 선수 신영록.
  - 미국의 전 야구 선수 버스터 포지.
  - 대한민국의 전 스타크래프트 프로게이머 임동혁.
  - 러시아의 가수, 배우, 모델 폴리나 가가리나.
  - 베네수엘라의 펜싱 선수 프란시스코 리마르도.
- 3월 28일
  - 대한민국의 가수 가은.
  - 대한민국의 배우 김이안.
  - 대한민국의 야구 선수 최윤석.
  - 대한민국의 가수 정혜린.
  - 미국의 포로노 배우 캐그니 린 카터. (~2024년)
- 3월 29일
  - 프랑스의 축구 선수 디미트리 파예트.
  - 대한민국의 펜싱 선수 권영준.
  - 대한민국의 가수 빛나. (써니힐)
- 3월 30일 - 대한민국의 가수, 기업인 데이비드 용.
- 3월 31일
  - 대한민국의 배우 윤균상.
  - 대한민국의 모델 김원중.
  - 대한민국의 정치인 조지연.

### 4월
- 4월 1일 - 대한민국의 가수 강권희.
- 4월 2일 - 대한민국의 축구 선수 박민영.
- 4월 3일
  - 대한민국의 가수, 뮤지컬 배우 박정민 (SS501).
  - 대한민국의 성우 김도영.
  - 대한민국의 배우 하준.
  - 대한민국의 축구 선수 김창훈.
  - 미국의 야구 선수 제이 브루스.
- 4월 4일
  - 대한민국의 수영 선수 이주형.
  - 대한민국의 미스코리아 박나은.
  - 독일의 축구 선수 사미 케디라.
- 4월 5일 - 대한민국의 육상 선수 여호수아.
- 4월 6일 - 대한민국의 야구 선수 나승현.
- 4월 7일
  - 푸에르토리코의 배우 이스마엘 크루스 코르도바.
  - 우루과이의 축구 선수 마르틴 카세레스.
- 4월 8일
  - 네덜란드의 축구 선수 로이스톤 드렌테.
  - 대한민국의 정치인 장혜영.
  - 대한민국의 축구 선수 정의도.
- 4월 9일
  - 미국의 가수 및 배우 제시 매카트니.
  - 아일랜드의 권투 선수 패디 반스.
  - 프랑스의 축구 선수 블레즈 마튀디.
- 4월 10일
  - 대한민국의 가수 신소희.
  - 미국의 가수 및 배우 제시 매카트니.
  - 프랑스의 축구 선수 블레즈 마튀디.
  - 대한민국의 교사 손효미.
- 4월 11일
  - 대한민국의 프로게이머 박재혁.
  - 대한민국의 축구 선수 박준혁(전남 드래곤즈).
  - 대한민국의 아나운서 이재성.
  - 대한민국의 레이싱 모델 민서희.
  - 대한민국의 아나운서 김정.
- 4월 12일 - 미국의 가수 브랜든 유리.
- 4월 13일 - 대한민국의 가수 최대성.
- 4월 14일
  - 대한민국의 배우 하은진.
  - 대한민국의 희극인 이정수.
- 4월 15일
  - 영국령 버진아일랜드의 가수 Iyaz.
  - 우크라니아의 권투 선수 올렉산드르 흐보즈디크.
  - 일본의 축구 선수 미시마 고헤이.
- 4월 16일
  - 잉글랜드의 축구 선수 에런 레넌.
  - 체코의 축구 선수 마르틴 페닌.
  - 대한민국의 아나운서 구새봄.
  - 대한민국의 아나운서 강승희.
  - 일본의 축구 선수 구키노 사토시.
- 4월 17일
  - 대한민국의 가수 이정아.
  - 대한민국의 배우 김광섭.
  - 모로코의 축구 선수 메디 베나티아.
  - 조선민주주의인민공화국의 축구 선수 리광혁
  - 일본의 만화가 사노 나미. (~2023년)
- 4월 18일
  - 영국의 모델, 배우 로지 헌팅턴화이틀리.
  - 오스트레일리아의 싱어송라이터 서맨사 제이드.
- 4월 19일
  - 러시아의 테니스 선수 마리아 샤라포바.
  - 잉글랜드의 축구 선수 조 하트.
  - 영국의 탐험가 제임스 후퍼.
- 4월 20일
  - 대한민국의 배우 송채윤.
  - 대한민국의 배우 천우희.
  - 뉴질랜드의 자동차 경주 선수 헤이든 패든.
  - 대한민국의 희극인 김지영.
  - 대한민국의 핸드볼 선수 박미라.
  - 영국의 프로레슬링 선수 니키 크로스.
- 4월 22일
  - 대한민국의 래퍼, 배우 광수 (초신성).
  - 나이지리아의 축구 선수 존 오비 미켈.
  - 대한민국의 희극인 정은선.
  - 브라질의 축구 선수 다비드 루이스.
- 4월 23일 - 대한민국의 가수 신지후.
- 4월 24일
  - 대한민국의 배우 서준영.
  - 대한민국의 축구 선수 안지호.
  - 독일의 축구 선수 제르다어 타스치.
  - 벨기에의 축구 선수 얀 페르통언.
  - 대한민국의 배우 이주영.
  - 일본의 전 축구 선수 이치하라 히로시.
- 4월 25일 - 한국계 미국인 가수 박재범.
- 4월 26일
  - 스페인의 축구 선수 코케.
  - 우즈베키스탄의 축구 선수 바호디르 파르다예프.
- 4월 27일
  - 대한민국의 가수 페이 (Miss A).
  - 일본의 배우 스즈키 안.
  - 잉글랜드의 배우 윌리엄 모즐리.
  - 대한민국의 프로게임단 지도자 최승민.
- 4월 28일
  - 세르비아의 축구 선수 조란 토시치.
  - 대한민국의 희극인 김승혜.
  - 대한민국의 야구 선수 손영민.
  - 인도의 배우, 모델 서맨사 아키네니.
  - 덴마크의 배우, 모델 스테파니 코르넬리우센.
  - 잉글랜드의 축구 선수 브래들리 존슨.
  - 독일의 디제이, 프로듀서 로빈 슐츠.
- 4월 29일
  - 대한민국의 배우 금해나.
  - 대한민국의 청각장애인 작가 노선영.
  - 대한민국의 야구 선수 한기주.
  - 독일의 축구 선수 올자이 샤한
  - 대한민국의 성우 황창영.
- 4월 30일
  - 대한민국의 농구 선수 박연수.
  - 대한민국의 가수 마치.
  - 에스토니아의 조정 선수 카스파르 타임소.

### 5월
- 5월 1일
  - 대한민국의 아나운서 이지현.
  - 대한민국의 배우, 가수, 유튜버 이시강.
  - 이탈리아의 축구 선수 레오나르도 보누치.
- 5월 2일
  - 이스라엘의 축구 선수 토메르 헤메드.
  - 대한민국의 야구 선수 강정호.
  - 일본의 모델, 배우 우에하라 미유. (~2011년)
- 5월 3일 - 대한민국의 배우 김정헌.
- 5월 4일
  - 대한민국의 전 야구 선수 이상훈.
  - 스페인의 축구 선수 세스크 파브레가스.
- 5월 5일
  - 대한민국의 가수 이샘 (나인뮤지스).
  - 대한민국의 배우 전보미.
  - 러시아의 레슬링 선수 예카테리나 부키나.
  - 대한민국의 배우 박로사.
- 5월 6일
  - 대한민국의 배우 문근영.
  - 대한민국의 미스코리아 장윤희.
  - 벨기에의 축구 선수 드리스 메르턴스.
- 5월 7일 - 일본의 아나운서 콘노 아사미.
- 5월 8일
  - 대한민국의 레이싱 모델 민수아.
  - 일본의 축구 선수 오카다 유세이.
- 5월 9일
  - 대한민국의 성우 김유림.
  - 대한민국의 축구 선수 이상호 (수원 삼성 블루윙즈).
  - 대한민국의 전직 배드민턴 선수 김민서.
  - 프랑스의 축구 선수 케뱅 가메이로.
- 5월 10일 - 대한민국의 탁구 선수 서효원.
- 5월 11일
  - 대한민국의 가수 임슬옹 (2AM).
  - 대한민국의 성우 최현수.
  - 대한민국의 야구 선수 김기태.
  - 대한민국의 축구 선수 김성민.
  - 일본의 축구 선수 마키노 도모아키.
  - 브라질의 유도 선수 하파에우 시우바.
- 5월 12일 - 대한민국의 희극인 이세진.
- 5월 13일
  - 대한민국의 야구 선수 신정락.
  - 대한민국의 양궁 선수 장혜진.
  - 미국의 배우, 싱어송라이터 캔디스 아콜라.
- 5월 14일
  - 대한민국의 축구 선수 정민형. (~2012년)
  - 아이슬란드의 축구 선수 아리 프레이르 스쿨라손.
  - 일본의 축구 선수 도키와 사토시.
- 5월 15일
  - 영국의 테니스 선수 앤디 머레이.
  - 대한민국의 인라인스케이트 선수 궉채이.
  - 대한민국의 배우 김보미.
  - 스웨덴의 축구 선수 린다 셈브란트.
  - 일본의 전 축구 선수 아즈마 히로시.
- 5월 16일 - 대한민국의 레이싱 모델 한채이.
- 5월 17일 - 인도의 배우 차르미 카우르.
- 5월 18일
  - 대한민국의 전직 축구 선수 김상우.
  - 대한민국의 바둑 기사 김수진.
  - 영국의 싱어송라이터 조 브룩스.
  - 이집트의 역도 선수 타리크 야히아.
- 5월 19일 - 잉글랜드의 배우 린지 코커.
- 5월 20일
  - 대한민국의 농구 선수 오세근.
  - 대한민국의 배우 이하율.
  - 대한민국의 축구 선수 윤기원. (~2011년)
  - 대한민국의 배우 현서.
- 5월 21일
  - 대한민국의 배우 이슬아.
  - 대한민국의 축구 선수 이종민.
  - 대한민국의 축구 선수 김성민.
- 5월 22일
  - 세르비아의 테니스 선수 노바크 조코비치.
  - 칠레의 축구 선수 아르투로 비달.
  - 일본의 성우, 가수 에구치 타쿠야.
  - 대한민국의 축구 선수 권형선.
- 5월 23일
  - 미국의 프로레슬링 선수, 배우 브레이 와이엇. (~2023년)
  - 대한민국의 전 야구 선수 김정훈.
- 5월 24일
  - 대한민국의 야구 선수 김혁민.
  - 벨기에의 배우 데보라 프랑수아.
- 5월 25일 - 미국의 가수, 음악 프로듀서 차 차 말론.
- 5월 26일
  - 독일의 축구 선수 올자이 샤한.
  - 대한민국의 성우 황창영.
- 5월 27일 - 체코의 스피드 스케이팅 선수 마르티나 사블리코바.
- 5월 28일
  - 대한민국의 트로트가수 지혜.
  - 일본의 성우 후치가미 마이.
  - 대한민국의 축구 선수 한경인.
- 5월 29일
  - 대한민국의 배우 김시은.
  - 대한민국의 배우 임세미.
  - 대한민국의 사격 선수 김상도.
  - 대한민국의 기상 캐스터 이수진.
  - 대한민국의 권투 선수 배기석. (~2010년)
- 5월 30일
  - 대한민국의 배우 안소요.
  - 일본의 언론인 쿠와코 마호.
  - 대한민국의 영화배우, 뮤지컬 배우 이슬기.
- 5월 31일
  - 대한민국의 야구 선수 차우찬 (LG 트윈스).
  - 일본의 싱어송라이터 야나기나기.

### 6월
- 6월 1일 - 대한민국의 미스코리아 양윤진.
- 6월 2일 - 스웨덴의 가수 다린 잔야르.
- 6월 3일
  - 일본의 배우 나가사와 마사미.
  - 대한민국의 배우 한지은.
  - 대한민국의 가수 정이한.
- 6월 4일 - 대한민국의 가수 선민.
- 6월 5일 - 대한민국의 야구 선수 양의지 (NC 다이노스).
- 6월 6일 - 브라질의 축구 선수 카시우 하무스.
- 6월 7일 - 미국의 영화 감독 다니엘 샤이너트.
- 6월 8일 - 대한민국의 리포터 박세희.
- 6월 9일 - 대한민국의 배우 장세현.
- 6월 10일
  - 한국계 독일의 바이올리니스트 클라라주미강.
  - 대한민국의 가수, 유튜버 J.Fla.
  - 독일 태생의 오스트리아 축구 선수 마르틴 하르니크.
- 6월 11일
  - 대한민국의 농구 선수 박진희.
  - 독일의 축구 선수 곤살로 카스트로.
  - 대한민국의 전직 프로게이머 이승훈.
- 6월 12일
  - 대한민국의 배우 류덕환.
  - 대한민국의 가수 멜로디.
  - 호주의 배우, 모델 애비 리 커쇼.
  - 브라질의 축구 선수 지우.
- 6월 13일 - 대한민국의 영화배우 겸 연극배우 박현수.
- 6월 15일
  - 대한민국의 가수 성모 (초신성).
  - 미국의 야구 선수 조쉬 린드블럼.
  - 도미니카 공화국의 야구 선수 에두아르도 누녜스.
- 6월 16일
  - 대한민국의 성소수자 최한빛.
  - 미국의 가수 다이애나 디가모.
- 6월 17일
  - 일본의 전(前) 가수, 방송인 쯔지 노조미.
  - 미국의 힙합 가수 켄드릭 라마.
- 6월 18일
  - 대한민국의 야구 선수 김사훈.
  - 튀르키예의 영화 배우 에즈기 아사롤루.
- 6월 19일
  - 대한민국의 배우 김주영.
  - 일본의 성우 타무라 무츠미.
- 6월 20일
  - 대한민국의 미스코리아 하현정.
  - 대한민국의 배구 선수 김수지.
- 6월 21일
  - 대한민국의 가수 려욱 (슈퍼주니어).
  - 프랑스의 모델 소피 부즐로.
- 6월 22일
  - 대한민국의 레이싱 모델 김시연.
  - 대한민국의 가수 겸 배우 오연서.
  - 대한민국의 배우 이민호.
  - 대한민국의 농구 선수 이민재.
  - 베트남의 배우, 가수, 모델 민항.
- 6월 23일
  - 대한민국의 배우 박예슬.
  - 잉글랜드의 배우 에드워드 홀크로프트.
  - 대한민국의 축구 선수 김동민.
  - 프랑스의 농구 선수 난도 드 콜로.
- 6월 24일
  - 아르헨티나의 축구 선수 리오넬 메시.
  - 대한민국의 축구 선수 박종진.
  - 일본의 축구 선수 모리타 신지.
  - 일본의 가수 LiSA.
  - 잉글랜드의 다이빙 선수 니컬러스 로빈슨 베이커.
- 6월 25일
  - 대한민국의 전 야구 선수 배장호.
  - 네덜란드의 음악 그룹 W&W의 멤버 빌럼 판 하너헴.
  - 일본의 가수 후지가야 다이스케 (Kis-My-Ft2).
  - 대한민국의 전직 스타크래프트, 프로게이머 고인규.
  - 일본의 만화가 나모리.
  - 대한민국의 피겨 스케이팅 선수 이동훈.
  - 일본의 축구 선수 기요하라 쇼헤이.
- 6월 26일
  - 프랑스의 축구 선수 사미르 나스리.
  - 대한민국의 배우 정하윤.
  - 그리스의 축구 선수 파나요티스 코네.
  - 대한민국의 레이싱 모델 이은혜.
- 6월 27일
  - 대한민국의 컬링 선수 김지선.
  - 대한민국의 축구 선수 최수진.
- 6월 28일 - 대한민국의 정치인 김재섭.
- 6월 29일
  - 일본의 배우 사이토 야스카.
  - 대한민국의 유도 선수 김성민.
- 6월 30일
  - 대한민국의 방송인 서보배.
  - 브라질의 축구 선수 하파에우 두스 산투스 지 올리베이라.

### 7월
- 7월 1일
  - 대한민국의 배우 안재현.
  - 대한민국의 배우 연제욱.
  - 대한민국의 육상 선수 정혜림.
  - 대한민국의 희극인 김일권.
- 7월 2일
  - 스페인의 축구 선수 에스테반 그라네로.
  - 예멘의 축구 선수 알라 알사시.
  - 일본의 배우 야마노우치 메이비.
- 7월 3일
  - 독일의 자동차 경주 선수 제바스티안 페텔.
  - 대한민국의 희극인 장윤석.
- 7월 4일 - 대한민국의 조정 선수 신은철.
- 7월 5일 - 대한민국의 배우 지창욱.
- 7월 6일
  - 대한민국의 축구 선수 김진현.
  - 미국의 배우 맷 올리리.
  - 일본의 축구 선수 요시오카 사토시.
- 7월 7일 - 대한민국의 축구 선수 조우진.
- 7월 8일 - 러시아의 모델 블라다 로슬랴코바.
- 7월 9일
  - 대한민국의 배우 이해우.
  - 대한민국의 배우, 희극인 민채은.
- 7월 10일
  - 대한민국의 축구 선수 황성수.
  - 대한민국의 가수 리아 킴.
  - 러시아의 축구 선수 안나 코즈니코바.
- 7월 11일
  - 대한민국의 전 배우 박지영.
  - 일본의 가수, 배우, 소설가 카토 시게아키 (NEWS).
  - 일본의 전 프로 야구 선수 야마구치 슌.
- 7월 12일
  - 대한민국의 전직 크레이지레이싱 카트라이더 프로게이머 조현준.
  - 대한민국의 작곡가 이현진.
- 7월 13일
  - 대한민국의 가수, 배우 지혁 (초신성).
  - 대한민국의 야구 선수 백정현.
  - 대한민국의 농구 선수 이경은.
- 7월 14일 - 잉글랜드의 축구 선수 애덤 존슨.
- 7월 15일
  - 대한민국의 축구 선수 강수일.
  - 대한민국의 레이싱 모델 박해나.
  - 대한민국의 전직 스타크래프트 프로게이머 주영달.
  - 일본의 펜싱 선수 미노베 가즈야스.
- 7월 16일
  - 대한민국의 바이올리니스트 신지아.
  - 벨기에의 축구 선수 무사 뎀벨레.
- 7월 17일
  - 대한민국의 배우 김민선.
  - 일본의 카누 선수 하네다 다쿠야.
  - 아르헨티나의 축구 선수 파블로 마르틴 루이스.
- 7월 18일 - 대한민국의 야구 선수 정훈.
- 7월 19일
  - 미국의 격투기 선수 존 존스.
  - 한국계 미국인 모델,가수 김 디에나.
- 7월 20일 - 대한민국의 배우 장경아.
- 7월 21일 - 대한민국의 지휘자 진솔.
- 7월 23일
  - 대한민국의 당구 선수 차유람.
  - 독일의 축구 감독 율리안 나겔스만.
  - 브라질의 축구 선수 루이스 구스타부.
- 7월 24일
  - 대한민국의 희극인 서태훈.
  - 대한민국의 인터넷 방송인 우왁굳.
  - 대한민국의 축구 선수 권오성.
- 7월 25일
  - 대한민국의 배우 한수아.
  - 이스라엘의 축구 선수 에란 자하비.
  - 이탈리아의 펜싱 선수 루이지 사멜레.
  - 중국의 가수 Alan.
- 7월 26일 - 일본의 축구 선수 가나쿠보 준.
- 7월 27일
  - 슬로바키아의 축구 선수 마레크 함시크.
  - 대한민국의 트로트 가수 고아리.
- 7월 28일
  - 대한민국 야구 선수 황재균(KT 위즈).
  - 대한민국의 아나운서 김혜지.
  - 대한민국의 희극인 박소영.
  - 스페인의 축구 선수 페드로 로드리게스 레데스마.
- 7월 29일
  - 대한민국의 가수 김원주.
  - 대한민국의 축구 선수 김진현.
- 7월 30일
  - 대한민국의 가수 겸 뮤지컬 배우 박시환.
  - 일본의 유튜버 SEIKIN.
- 7월 31일
  - 대한민국의 영화배우,연극배우 이슬기.
  - 대한민국의 야구 선수 원종현.
  - 미국의 축구 선수 마이클 브래들리.

### 8월
- 8월 1일
  - 스페인의 축구 선수 이아고 아스파스.
  - 슬로베니아의 바이애슬론 선수 야코우 파크.
  - 잉글랜드의 축구 선수 캐런 카니.
- 8월 2일 - 대한민국의 인터넷 방송인 빅윈.
- 8월 3일
  - 대한민국의 가수 김형준(SS501).
  - 대한민국의 가수 혜진이.
- 8월 4일 - 대한민국의 가수, 뮤지컬 배우 선민.
- 8월 5일 - 러시아의 레슬링 선수 바흐티야르 아흐메도프.
- 8월 6일 - 대한민국의 배우 하연주.
- 8월 7일 - 대한민국의 야구 선수 김세현.
- 8월 8일
  - 중국의 배우 장위치.
  - 스코틀랜드의 배우 케이티 렁.
- 8월 9일 - 대한민국의 가수 하준석.
- 8월 10일
  - 일본의 성우 아카사키 치나츠.
  - 대한민국의 작곡가, 가수 단디.
- 8월 11일 - 일본의 성우, 가수 아오이 쇼타.
- 8월 13일 - 대한민국의 축구 선수 송진형.
- 8월 14일
  - 대한민국의 아나운서 박연경.
  - 대한민국의 배우 한지완.
  - 미국의 프로레슬링 선수 조니 가가노.
- 8월 15일 - 대한민국의 배우 이맑음.
- 8월 16일 - 일본의 성우 키타무라 에리.
- 8월 18일
  - 방글라데시의 배우 바비.
  - 일본의 배우 타카하시 아유미.
  - 대한민국의 서양화가 임지현.
- 8월 19일
  - 대한민국의 연극배우,무용가 김선영.
  - 대한민국의 전직 스타크래프트 프로게이머 박정욱.
  - 일본의 모델·배우 오토모 사유리.
  - 독일의 F1 드라이버 니코 휠켄베르크.
- 8월 20일 - 피지의 축구 선수 로이 크리슈나.
- 8월 21일
  - 미국의 배우, 래퍼 기범(슈퍼주니어).
  - 대한민국의 전직 스타크래프트 프로게이머 김태훈.
- 8월 22일
  - 대한민국의 가수 수연.
  - 대한민국의 전직 프로게이머 원종서.
- 8월 23일
  - 대한민국의 바둑 기사 이영구.
  - 영국 웨일스의 배우 알렉산드라 로치.
  - 일본의 아이돌 가와사키 노조미. (AKB48)
  - 필리핀의 가수, 배우, 사회자, 모델 니키 힐.
- 8월 24일
  - 벨기에의 방송인 줄리안 퀸타르트.
  - 일본의 양궁 선수 하야카와 렌.
- 8월 25일
  - 미국의 배우 블레이크 라이블리.
  - 중국의 배우 유역비.
  - 대한민국의 방송인 윤지오.
- 8월 26일
  - 대한민국의 배우 은가은.
  - 대한민국의 배우 이범훈.
  - 대한민국의 안무가, 댄서 허니제이.
- 8월 27일 - 대한민국의 배우 천민희.
- 8월 28일 - 대한민국의 배우 박주희.
- 8월 29일
  - 대한민국의 배우 이시원.
  - 독일의 정치인 이예원.
  - 일본의 배우 이시하라 리나.
- 8월 30일
  - 대한민국의 가수 차오루 (피에스타).
  - 미국의 배우 조해나 브래디.
- 8월 31일
  - 대한민국의 레이싱 모델 박시현.
  - 대한민국의 가수 성유빈.

### 9월
- 9월 1일
  - 대한민국의 배구 선수 이소라 (한국도로공사 하이패스).
  - 미국의 야구 선수 션 오설리반.
  - 대한민국의 가수 이지.
  - 대한민국의 가수 임지안.
- 9월 2일
  - 대한민국의 희극인 최군.
  - 캐나다의 피겨 스케이팅 선수 스콧 모이어.
- 9월 3일
  - 일본의 성우 카야노 아이.
  - 대한민국의 기업인 강성진.
- 9월 4일 - 대한민국의 쌍둥이 가수 량현량하.
- 9월 5일
  - 대한민국의 배구 선수 한상길.
  - 대한민국의 배우 김윤배.
  - 미국의 야구 선수 스콧 반스.
- 9월 7일
  - 미국의 배우 에번 레이철 우드.
  - 대한민국의 농구 선수 김정은.
- 9월 8일
  - 미국의 래퍼 위즈 칼리파.
  - 대한민국의 희극인 오주은.
  - 미국의 배우 레이 피셔.
- 9월 9일
  - 대한민국의 격투기 선수 강경호.
  - 대한민국의 배우 정일우.
  - 카메룬의 축구 선수 알렉상드르 송.
  - 이집트의 축구 선수 아흐메드 엘모하마디.
  - 미국의 소년 니컬러스 그린. (~1994년)
- 9월 10일 - 대한민국의 가수 효니 (HAM).
- 9월 11일
  - 일본의 유도 선수 마쓰모토 가오리.
  - 일본의 아이돌 오오시마 마이. (AKB48)
- 9월 12일 - 대한민국의 래퍼 빈지노.
- 9월 13일
  - 캐나다의 전 가수 G.NA.
  - 일본의 성우 카야노 아이.
  - 대한민국의 배구 선수 염윤아.
  - 벨라 스완.
- 9월 14일 - 캄보디아의 가수 아옥 소쿤깐냐.
- 9월 15일 - 대한민국의 레이싱 모델 이다희.
- 9월 16일
  - 대한민국의 가수 정수환.
  - 대한민국의 축구 선수 이성재.
  - 북아일랜드의 축구 선수 카일 래퍼티.
- 9월 17일 - 일본의 성우 타츠미 유이코.
- 9월 18일 - 대한민국의 배우, 모델 유민규.
- 9월 19일
  - 미국의 배우 대니엘 패너베이커.
  - 대한민국의 가수, 모델 정재경.
- 9월 20일
  - 대한민국의 가수 가인 (브라운 아이드 걸스).
  - 러시아의 레슬링 선수 빌랼 마호프.
- 9월 21일
  - 대한민국의 가수 람.
  - 스페인의 축구 선수 다니엘 가르시아 로드리게스.
  - 일본의 댄서 ELLY.
  - 미국의 배우 라이언 거즈먼.
- 9월 22일
  - 대한민국의 모델, 디자이너 강승현.
  - 대한민국의 아이스하키 선수 한수진.
  - 대한민국의 축구 선수 김민섭.
  - 잉글랜드의 배우 톰 펠튼.
- 9월 23일
  - 대한민국의 가수 비올라.
  - 대한민국의 레이싱모델 유다연.
- 9월 24일
  - 조선민주주의인민공화국의 축구 선수 박성철.
  - 대한민국의 가수 지훈.
- 9월 25일 - 대한민국의 가수 겸 작곡가 김해나.
- 9월 26일
  - 이란의 보디빌더 하디 추판.
  - 대한민국의 배우 겸 가수 장근석.
- 9월 27일 - 대한민국의 배우 김주영.
- 9월 28일
  - 대한민국의 전 야구 선수 김태훈.
  - 미국의 배우, 가수 힐러리 더프.
  - 브라질의 축구 선수 카를루스 아드리아누 지 소우사 크루스. (FC 서울)
  - 미국의 야구 선수 제리 샌즈.
- 9월 29일 - 대한민국의 배우 차수민.
- 9월 30일
  - 대한민국의 배우 주원.
  - 대한민국의 희극인 이현정.
  - 대한민국의 아나운서 이주원.

### 10월
- 10월 1일 - 대한민국의 가수 이루다.
- 10월 2일
  - 대한민국의 모델 김새롬.
  - 대한민국의 정치인 신지혜.
- 10월 3일
  - 대한민국의 가수 류세라 (나인뮤지스).
  - 대한민국의 가수 요아리.
  - 대한민국의 배우 신하연.
  - 일본의 축구 선수 다카하시 유타로.
- 10월 4일 - 잉글랜드의 축구 선수 라이언 쇼크로스.
- 10월 5일
  - 대한민국의 가수, 배우 소연.
  - 대한민국의 가수 황인주.
- 10월 6일
  - 대한민국의 배우 서은채.
  - 대한민국의 배우 최유라.
  - 대한민국의 축구 선수 황보람.
  - 대한민국의 아나운서 신경은.
- 10월 7일
  - 중국 베이징 출신의 장애인 피아니스트 류웨이.
  - 대한민국의 작곡가, 음악프로듀서 정한솔.
- 10월 8일
  - 일본의 성우 히라노 아야.
  - 일본의 배우 나카무라 유이치.
  - 이탈리아의 쇼트트랙 선수 니콜라스 빈.
- 10월 9일 - 대한민국의 현대 무용가 임샛별.
- 10월 10일
  - 대한민국의 전 가수 진아 (쉬즈).
  - 대한민국의 전직 스타크래프트 프로게이머 배병우.
- 10월 11일
  - 대한민국의 역도 선수 이선영.
  - 대한민국의 가수 모카.
- 10월 12일 - 대한민국의 축구 선수 권준.
- 10월 13일
  - 대한민국의 축구 선수 김진아.
  - 일본의 축구 선수 가와타 고헤이.
- 10월 14일
  - 대한민국의 가수 코타.
  - 대한민국의 가수 차수빈.
- 10월 15일
  - 대한민국의 가수 은영.
  - 에스토니아의 랠리 선수 오트 태나크.
- 10월 16일
  - 미국의 가수 스테파니 (천상지희 더 그레이스).
  - 대한민국의 가수, 배우 승호 (엠블랙).
- 10월 17일
  - 대한민국의 아나운서 박혜연.
  - 대한민국의 레이싱 모델 천보영.
  - 필리핀의 배우, 가수, 모델 베아 알론소.
  - 일본의 축구 선수 핫토리 다이키.
  - 일본의 축구 선수 다카하시 히데토.
- 10월 18일 - 미국의 배우, 가수 잭 에프론.
- 10월 19일 - 일본의 배우 키무라 후미노.
- 10월 20일
  - 대한민국의 가수, 배우 썬 (록키스).
  - 대한민국의 전직 스타크래프트 프로게이머 김성진.
  - 대한민국의 축구 선수 김동우.
- 10월 21일 - 남아프리카공화국의 축구 선수 아넬레 응콩카. (~2020년)
- 10월 22일
  - 대한민국의 아나운서 김소영.
  - 대한민국의 배우 박하선.
- 10월 23일
  - 대한민국의 가수, 배우 서인국.
  - 대한민국의 성우 이새벽.
  - 대한민국의 싱어송라이터 백가영.
  - 대한민국의 팝페라 가수 박정훈.
- 10월 24일 - 대한민국의 화가 이수빈.
- 10월 25일
  - 일본의 배우 와타나베 시호. (AKB48)
  - 미국의 모델, 방송인 크리스 존슨.
- 10월 26일 - 대한민국의 여행, 유튜버 빠니보틀.
- 10월 27일 - 대한민국의 배우 남경민.
- 10월 28일
  - 대한민국의 골프 선수 최나연.
  - 대한민국의 축구 선수 윤영글.
- 10월 29일
  - 대한민국의 농구 선수 김정은.
  - 대한민국의 축구 선수 김혜성.
  - 스웨덴의 싱어송라이터 토베 로.
  - 일본의 가수 오가와 마코토.
  - 일본의 축구 선수 이토 슌.
- 10월 30일
  - 대한민국의 정치인 김동아.
  - 우즈베키스탄의 유도 선수 미랄리 샤리포프.
  - 일본의 성우 우치야마 유미.
  - 프랑스의 배우, 모델 파비앙 코르비노.
- 10월 31일
  - 대한민국의 성우 장미.
  - 대한민국의 가수, 뮤지컬 배우, 음악감독 프로듀서, 칼럼니스트, 기업인 휘.
  - 도미니카 공화국의 야구 선수 야마이코 나바로.
  - 대한민국의 성우 민아.

### 11월
- 11월 1일
  - 대한민국의 야구 선수 장시환.
  - 대한민국의 축구 선수 김명운.
- 11월 2일
  - 대한민국의 축구 선수 하태균 (강릉시청).
  - 대한민국의 야구 선수 신현철.
  - 대한민국의 기상캐스터 정주희.
- 11월 3일
  - 대한민국의 배우 박미소.
  - 대한민국의 래퍼 더 지.
  - 오스트레일리아의 가수 코트니 바넷.
- 11월 4일
  - 대한민국의 래퍼, 배우 T.O.P (빅뱅).
  - 대한민국의 전직 스타크래프트 프로게이머 한규종.
- 11월 5일 - 대한민국의 래퍼, 배우 건일 (초신성).
- 11월 6일
  - 대한민국의 방송연예인 성은채.
  - 대한민국의 가수 김현우. (딕펑스)
  - 대한민국의 가수 지오. (엠블랙)
  - 세르비아 몬테네그로의 테니스 선수 아나 이바노비치.
- 11월 7일 - 미국의 가수, 싱어송라이터, 작곡가 에스나.
- 11월 8일
  - 대한민국의 기상 캐스터 신소연.
  - 대한민국의 레이싱 모델 이수정.
- 11월 9일
  - 대한민국의 야구 선수 문광은.
  - 대한민국의 희극인 홍성현.
  - 미국의 괌 출신 배우, 댄서, 치어리더 브리트니 벨.
- 11월 10일 - 대한민국의 농구 선수 최희진.
- 11월 11일
  - 대한민국의 배우 전지안.
  - 일본의 가수, 배우 테고시 유야 (NEWS).
- 11월 12일
  - 대한민국의 봅슬레이 선수 김동현.
  - 대한민국의 바이올리니스트 김수연.
- 11월 13일 - 대한민국의 미스코리아, 아나운서 박지영.
- 11월 14일
  - 대한민국의 재즈 피아니스트 진보라.
  - 에티오피아의 3000m 장애물 여자 육상 선수 소피아 아세파.
- 11월 15일
  - 대한민국의 기타리스트 이진주.
  - 폴란드의 역도 선수 아르센 카사비예프.
- 11월 16일 - 영국의 유튜버 올리버 존 켄달.
- 11월 17일 - 대한민국의 작가 정지우.
- 11월 18일
  - 미국의 배우 제이크 에이블.
  - 대한민국의 배우 윤박.
  - 대한민국의 배우 정은별.
  - 대한민국의 성우 이다슬.
  - 일본의 성우, 가수 하라다 히토미.
- 11월 19일
  - 대한민국의 배우 김혜원.
  - 대한민국의 야구 선수 백청훈 (LG 트윈스).
  - 미국의 배우 서맨사 푸터먼.
- 11월 20일
  - 대한민국의 바둑 기사 윤준상.
  - 대한민국의 모델, 방송인 윤정민.
  - 미국의 정치인 제임스 우스마이어.
- 11월 21일
  - 대한민국의 야구 선수 유재신.
  - 대한민국의 아나운서 이하윤.
  - 대한민국의 전직 스타크래프트 프로게이머 손재범.
- 11월 22일
  - 벨기에의 축구 선수 마루안 펠라이니.
  - 대한민국의 배우 안용준.
- 11월 23일
  - 대한민국의 전 프로게이머 마재윤.
  - 대한민국의 쇼트트랙 선수 변천사.
  - 중화권의 의료인 옌리멍.
- 11월 24일 - 노르웨이의 배우 레나테 레인스베.
- 11월 25일
  - 대한민국의 방송인, 전 국악인, 전 아나운서 윤태진.
  - 대한민국의 필드하키 선수 안효주.
  - 우즈베키스탄의 축구 선수 오딜 아흐메도프.
- 11월 26일 - 호주의 프로 테니스 선수 매슈 에브덴.
- 11월 27일 - 멕시코의 태권도 선수 마리아 에스피노사.
- 11월 28일 - 영국의 배우 캐런 길런.
- 11월 29일 - 독일의 전 축구 선수 잔드로 바그너.
- 11월 30일
  - 대한민국의 아나운서 김민정.
  - 에콰도르의 정치인 다니엘 노보아.
  - 일본의 축구 선수 요시이 나오토.

### 12월
- 12월 1일 - 대한민국의 카누 선수 신진아.
- 12월 2일
  - 대한민국의 가수 박수진 (HAM).
  - 대한민국의 축구 선수 박상희.
- 12월 3일 - 대한민국의 유도 선수 최광근.
- 12월 4일
  - 대한민국의 성우 손선영.
  - 대한민국의 희극인 김병선.
  - 대한민국의 아나운서 신유진.
- 12월 5일
  - 대한민국의 배우 이정석.
  - 대한민국의 배우 경수진.
  - 대한민국의 만화가 세리.
- 12월 6일 - 러시아의 전 리듬체조 선수 올가 카프라노바.
- 12월 7일
  - 대한민국의 레이싱모델, 방송인 고정아.
  - 대한민국의 전직 스타크래프트, 프로게이머 박찬수, 박명수.
  - 미국의 가수 에런 카터. (~2022년)
- 12월 8일
  - 대한민국의 마술사 최현준.
  - 미국의 야구 선수 카일 드래벡.
  - 일본의 축구 선수 가네이 다이키.
- 12월 9일 - 중화인민공화국의 배우 탕이신.
- 12월 10일
  - 대한민국의 축구 선수 어경준.
  - 아르헨티나의 축구 선수 곤살로 이과인.
- 12월 11일 - 대한민국의 배우 김예원.
- 12월 12일 - 대한민국의 아이스하키 선수 신상우.
- 12월 13일 - 대한민국의 축구 선수 김기수.
- 12월 14일 - 대한민국의 치어리더 이경아.
- 12월 15일 - 대한민국의 가수 조형우.
- 12월 16일 - 일본의 성우 카네모토 히사코.
- 12월 17일 - 일본의 작곡가 후카가와 쇼타.
- 12월 18일
  - 일본의 가수 아야카.
  - 일본의 전 피겨 스케이팅 선수 안도 미키.
  - 일본의 배우 후루카와 유우키.
  - 대한민국의 시인 한용덕.
- 12월 19일
  - 프랑스의 축구 선수 카림 벤제마.
  - 미국의 야구 선수 아론 룹.
- 12월 20일
  - 대한민국의 배우 이달.
  - 인도네시아의 역도 선수 트리야트노.
  - 일본의 성우 사와시로 치하루.
- 12월 21일
  - 대한민국의 피아노연주가 강지혜.
  - 대한민국의 배우 심영은.
- 12월 22일 - 포르투갈의 축구 선수 에데르지투 안토니우 마세두 로페스.
- 12월 23일 - 일본의 배우 쿠라시나 카나.
- 12월 24일 - 대한민국의 가수 하지현.
- 12월 25일
  - 대한민국의 모델, 배우 도상우.
  - 대한민국의 희극인 윤미숙.
- 12월 26일
  - 대한민국의 야구 선수 이명기.
  - 대한민국의 가수 우이경.
- 12월 27일 - 오스트리아의 축구 선수 니나 부르거.
- 12월 28일 - 잉글랜드의 배우 해나 토인턴.
- 12월 29일 - 대한민국의 가수 김홍준.
- 12월 30일
  - 대한민국의 배우 한기원, 한기웅.
  - 대한민국의 배우 전성우.

### 미상
- 대한민국의 배우 김유현.
- 오스트레일리아의 싱어송라이터 재스민 레이.
- 핀란드의 베트남계 가수 로니쩐빈쫑.
- 잉글랜드의 배우 리안 스틸.
- 대한민국의 성악가 조민웅. (~2024년)
- 대한민국의 가수 라엘.
- 대한민국의 배우 전은채.
- 대한민국의 아나운서, 방송인 박소은.
- 대한민국의 록 밴드 김나연.
- 대한민국의 전직 사이클 선수 김유리.
- 대한민국의 가수 김현우.
- 대한민국의 배우 박선영.
- 대한민국의 변호사 박수형.
- 대한민국의 성인 이종화.
- 대한민국의 소설가 이수진.
- 대한민국의 전 야구 선수 조현.
- 대한민국의 가수 한예.
- 일본의 축구 선수 사토 히로시.

## 사망

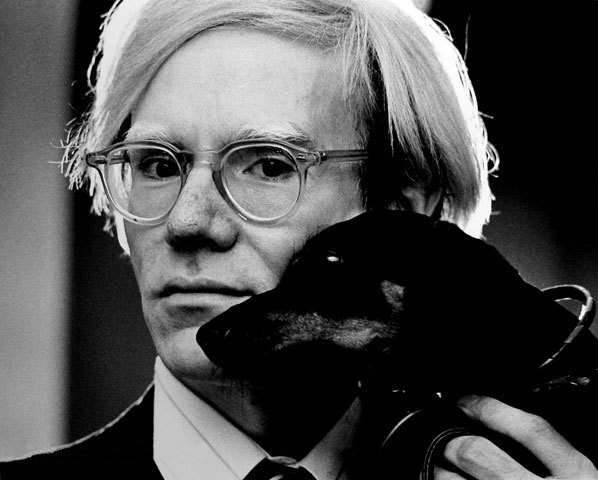
앤디 워홀

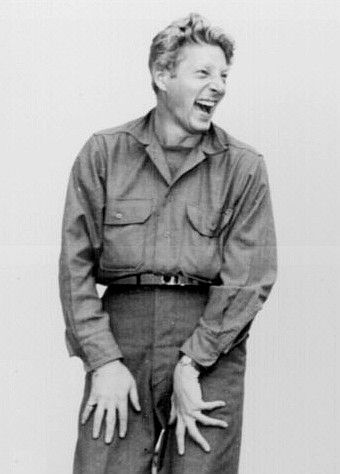
대니 케이

- 1월 14일 - 대한민국의 민주화운동 열사 박종철. (1964년~)
- 1월 22일 - 미국의 정치인 R. 버드 드와이어 (1939년~)
- 2월 22일 - 미국의 미술가 앤디 워홀. (1928년~)
- 2월 27일 - 일본의 영화 감독 카메이 후미오. (1908년~)
- 3월 3일 - 미국의 배우 대니 케이. (1911년~)
- 4월 1일 - 대한민국의 희극인 이기동. (1935년~)
- 4월 15일 - 일본의 배우 하츠네 레이코. (1908년~)

- 6월 13일 - 미국의 배우 제럴딘 페이지. (1924년~)
- 6월 22일 - 미국의 배우, 댄서 프레드 아스테어. (1899년~)
- 7월 5일 - 대한민국의 민주화운동 열사 이한열. (1966년~)
- 8월 7일 - 일본의 정치인·총리 대신 기시 노부스케. (1896년~)
- 8월 17일 - 나치 독일의 정치인 루돌프 헤스. (1894년~)
- 8월 22일 - 대한민국의 노동자 이석규. (1966년~)
- 8월 26일 - 미국의 영화 감독 존 휴스턴. (1906년~)
- 8월 29일 - 미국의 영화배우 리 마빈. (1924년~)
- 9월 4일 - 영국의 영화 감독 리처드 마퀀드. (1937년~)
- 11월 1일 - 대한민국의 가수 유재하. (1962년~)
- 11월 19일 - 대한민국의 기업인 이병철. (1910년~)
- 11월 25일 - 미국의 정치인 해럴드 워싱턴. (1922년~)
- 12월 1일 - 미국의 극작가 제임스 볼드윈. (1924년~)

## 노벨상
- 경제학상: 로버트 솔로
- 문학상: 조지프 브로드스키
- 물리학상: J. 게오르그 베드노르츠, 칼 알렉산더 뮐러
- 생리학 및 의학상: 도네가와 스스무
- 평화상: 오스카 아리아스 산체스
- 화학상: 도널드 크램, 장마리 렌, 찰스 페더슨

## 달력
| 1월 |    |    |    |    |    |    |
| 일  | 월 | 화 | 수 | 목 | 금 | 토 |
|     |    |    |    | 1  | 2  | 3  |
| 4   | 5  | 6  | 7  | 8  | 9  | 10 |
| 11  | 12 | 13 | 14 | 15 | 16 | 17 |
| 18  | 19 | 20 | 21 | 22 | 23 | 24 |
| 25  | 26 | 27 | 28 | 29 | 30 | 31 |

| 2월 |    |    |    |    |    |    |
| 일  | 월 | 화 | 수 | 목 | 금 | 토 |
| 1   | 2  | 3  | 4  | 5  | 6  | 7  |
| 8   | 9  | 10 | 11 | 12 | 13 | 14 |
| 15  | 16 | 17 | 18 | 19 | 20 | 21 |
| 22  | 23 | 24 | 25 | 26 | 27 | 28 |

| 3월 |    |    |    |    |    |    |
| 일  | 월 | 화 | 수 | 목 | 금 | 토 |
| 1   | 2  | 3  | 4  | 5  | 6  | 7  |
| 8   | 9  | 10 | 11 | 12 | 13 | 14 |
| 15  | 16 | 17 | 18 | 19 | 20 | 21 |
| 22  | 23 | 24 | 25 | 26 | 27 | 28 |
| 29  | 30 | 31 |    |    |    |    |

| 4월 |    |    |    |    |    |    |
| 일  | 월 | 화 | 수 | 목 | 금 | 토 |
|     |    |    | 1  | 2  | 3  | 4  |
| 5   | 6  | 7  | 8  | 9  | 10 | 11 |
| 12  | 13 | 14 | 15 | 16 | 17 | 18 |
| 19  | 20 | 21 | 22 | 23 | 24 | 25 |
| 26  | 27 | 28 | 29 | 30 |    |    |

| 5월 |    |    |    |    |    |    |
| 일  | 월 | 화 | 수 | 목 | 금 | 토 |
|     |    |    |    |    | 1  | 2  |
| 3   | 4  | 5  | 6  | 7  | 8  | 9  |
| 10  | 11 | 12 | 13 | 14 | 15 | 16 |
| 17  | 18 | 19 | 20 | 21 | 22 | 23 |
| 24  | 25 | 26 | 27 | 28 | 29 | 30 |
| 31  |    |    |    |    |    |    |

| 6월 |    |    |    |    |    |    |
| 일  | 월 | 화 | 수 | 목 | 금 | 토 |
|     | 1  | 2  | 3  | 4  | 5  | 6  |
| 7   | 8  | 9  | 10 | 11 | 12 | 13 |
| 14  | 15 | 16 | 17 | 18 | 19 | 20 |
| 21  | 22 | 23 | 24 | 25 | 26 | 27 |
| 28  | 29 | 30 |    |    |    |    |

| 7월 |    |    |    |    |    |    |
| 일  | 월 | 화 | 수 | 목 | 금 | 토 |
|     |    |    | 1  | 2  | 3  | 4  |
| 5   | 6  | 7  | 8  | 9  | 10 | 11 |
| 12  | 13 | 14 | 15 | 16 | 17 | 18 |
| 19  | 20 | 21 | 22 | 23 | 24 | 25 |
| 26  | 27 | 28 | 29 | 30 | 31 |    |

| 8월 |    |    |    |    |    |    |
| 일  | 월 | 화 | 수 | 목 | 금 | 토 |
|     |    |    |    |    |    | 1  |
| 2   | 3  | 4  | 5  | 6  | 7  | 8  |
| 9   | 10 | 11 | 12 | 13 | 14 | 15 |
| 16  | 17 | 18 | 19 | 20 | 21 | 22 |
| 23  | 24 | 25 | 26 | 27 | 28 | 29 |
| 30  | 31 |    |    |    |    |    |

| 9월 |    |    |    |    |    |    |
| 일  | 월 | 화 | 수 | 목 | 금 | 토 |
|     |    | 1  | 2  | 3  | 4  | 5  |
| 6   | 7  | 8  | 9  | 10 | 11 | 12 |
| 13  | 14 | 15 | 16 | 17 | 18 | 19 |
| 20  | 21 | 22 | 23 | 24 | 25 | 26 |
| 27  | 28 | 29 | 30 |    |    |    |

| 10월 |    |    |    |    |    |    |
| 일   | 월 | 화 | 수 | 목 | 금 | 토 |
|      |    |    |    | 1  | 2  | 3  |
| 4    | 5  | 6  | 7  | 8  | 9  | 10 |
| 11   | 12 | 13 | 14 | 15 | 16 | 17 |
| 18   | 19 | 20 | 21 | 22 | 23 | 24 |
| 25   | 26 | 27 | 28 | 29 | 30 | 31 |

| 11월 |    |    |    |    |    |    |
| 일   | 월 | 화 | 수 | 목 | 금 | 토 |
| 1    | 2  | 3  | 4  | 5  | 6  | 7  |
| 8    | 9  | 10 | 11 | 12 | 13 | 14 |
| 15   | 16 | 17 | 18 | 19 | 20 | 21 |
| 22   | 23 | 24 | 25 | 26 | 27 | 28 |
| 29   | 30 |    |    |    |    |    |

| 12월 |    |    |    |    |    |    |
| 일   | 월 | 화 | 수 | 목 | 금 | 토 |
|      |    | 1  | 2  | 3  | 4  | 5  |
| 6    | 7  | 8  | 9  | 10 | 11 | 12 |
| 13   | 14 | 15 | 16 | 17 | 18 | 19 |
| 20   | 21 | 22 | 23 | 24 | 25 | 26 |
| 27   | 28 | 29 | 30 | 31 |    |    |

### 음양력 대조 일람
| 음력월 | 월건 | 대소 | 음력 1일의 양력 월일 | 음력 1일 간지 |
| ------ | ---- | ---- | -------------------- | ------------- |
| 1월    | 임인 | 대   | 1월 29일             | 무인          |
| 2월    | 계묘 | 소   | 2월 28일             | 무신          |
| 3월    | 갑진 | 대   | 3월 29일             | 정축          |
| 4월    | 을사 | 대   | 4월 28일             | 정미          |
| 5월    | 병오 | 소   | 5월 28일             | 정축          |
| 6월    | 정미 | 대   | 6월 26일             | 병오          |
| 윤6월  |      | 소   | 7월 26일             | 병자          |
| 7월    | 무신 | 대   | 8월 24일             | 을사          |
| 8월    | 기유 | 대   | 9월 23일             | 을해          |
| 9월    | 경술 | 소   | 10월 23일            | 을사          |
| 10월   | 신해 | 대   | 11월 21일            | 갑술          |
| 11월   | 임자 | 소   | 12월 21일            | 갑진          |
| 12월   | 계축 | 대   | 1988년 1월 19일      | 계유          |